# 齐拉
齐拉（Zira），是印度旁遮普邦Firozpur县的一个城镇。总人口31350（2001年）。

## 人口
该地2001年总人口31350人，其中男性16399人，女性14951人；0—6岁人口4125人，其中男2287人，女1838人；识字率62.64%，其中男性为66.26%，女性为58.67%。